# 福岡市立和白東小学校
福岡市立和白東小学校（ふくおかしりつわじろひがししょうがっこう）は、福岡県福岡市東区高美台二丁目にある公立小学校。

## 沿革
- 1976年（昭和51年）4月 - 福岡市立和白小学校より分離し開校[1]。

## 著名な出身者
- なかやまきんに君 - お笑い芸人、ボディビルダー